# Hans Ueli Hohl

Hans Ueli Hohl (1987)

Hans Ueli Hohl (* 18. Mai 1929 in Walzenhausen; † 6. Februar 2020 ebenda; heimatberechtigt in Wolfhalden) war ein Schweizer Kaufmann, Kantonsrat und Regierungsrat aus dem Kanton Appenzell Ausserrhoden.

## Leben
Hans Ueli Hohl war ein Sohn von Werner Hohl, Landwirt und Spezereiladenbesitzer, und Emilie Walser. Nach einer kaufmännischen Lehre in Walzenhausen hielt sich Hans Ueli Hohl zwei Jahre in der Westschweiz auf. Anschliessend arbeitete er für die Versicherungsgesellschaft Helvetia, so 1952 in Belgien, von 1953 bis 1961 in Belgisch-Kongo, dort ab 1958 als Direktor. Zurück in der Schweiz betätigte sich Hohl weiterhin für die Helvetia. Er arbeitete von 1961 bis 1966 Prokurist und Subdirektor in St. Gallen. Ab 1966 bis 1973 war er Direktor des Frankreichgeschäfts in Paris und von 1973 bis 1980 stellvertretender Direktor in St. Gallen. Von 1980 bis 1992 fungierte er als beratendes Mitglied der Direktion. 
Seine politische Karriere begann Hohl im Jahr 1974 als Gemeinderat von Walzenhausen, dem er bis 1980 angehörte. Von 1975 bis 1980 war er freisinniger Kantonsrat der Freisinnig-Demokratischen Partei (FDP). Ab 1980 bis 1994 stand er als Regierungsrat der Finanz- und Steuerdirektion vor. In dieser Funktion amtierte er von 1987 bis 1990 sowie ab 1993 bis 1994 als Ausserrhoder Landammann. Von 1980 bis 1995 sass er im Verwaltungsrat der Schweizerischen Rheinsalinen, ab 1993 war er deren Vizepräsident.
Hans Ueli Hohl spricht als Landammann von Appenzell Ausserrhoden an der Landsgemeinde vom 30. April 1989 in seiner Eröffnungsrede zur Einführung des Frauenstimmrechts. Diese Rede wird im Kinodokumentarfilm Männer im Ring des Schweizer Regisseurs Erich Langjahr ausführlich dokumentiert.